# Bothrideres depressus
Bothrideres depressus är en skalbaggsart som beskrevs av Sharp 1895. Bothrideres depressus ingår i släktet Bothrideres och familjen rovbarkbaggar. Inga underarter finns listade i Catalogue of Life.